# Ліпіна (Вармінсько-Мазурське воєводство)
Ліпіна (пол. Lipina, нім. Ernsthof) — село в Польщі, у гміні Бартошиці Бартошицького повіту Вармінсько-Мазурського воєводства.
У 1975-1998 роках село належало до Ольштинського воєводства.